# Jakob Thomasius
Jakob Thomasius (27 août 1622-9 septembre 1684) est un philosophe et juriste allemand. 
Né à Leipzig, il enseigne pendant quarante ans la philosophie et l'éloquence dans cette ville, et compte Leibniz au nombre de ses élèves, il enseigne ensuite à l'Université de Halle. En tant que juriste, il est proche de Pufendorf avec qui il entretient une correspondance et est représentatif de l'école du droit naturel. Il soutient  la tolérance religieuse. F. Battaglia le considère comme le représentant d'une pensée libérale et laïc . Il est le père du juriste et philosophe Christian Thomasius.

## Œuvres principales
Le catalogue complet de ses œuvres comprend 305 titres, parmi lesquels :
- Philosophia practica (1661)
- Schediasma historicum (1665)
- De foeminarum eruditione (1671) avec Johannes Sauerbrei et Jacobus Smalcius
- Praefationes sub auspicia disputationum suarum (1681)
- Dissertationes ad stoicae philosophiae (1682)
- Orationes (1683)
- De crimine bigamiae, 1685
- Instituniones Jurisprudentae Divinae, 1688..

### Sources
Marie-Nicolas Bouillet  et Alexis Chassang (dir.), « Jakob Thomasius » dans Dictionnaire universel d’histoire et de géographie, 1878 (lire sur Wikisource)

### Traductions
- Leibniz-Thomasius. Correspondance 1663–1672. Edité par Richard Bodéüs, Paris, Vrin, 1993,  (ISBN 978-2-7116-1145-4).